# Ectopopterys
Ectopopterys es un género monotípicode plantas con flores  perteneciente a la familia Malpighiaceae. Su única especie: Ectopopterys soejartoi W.R.Anderson, es originaria de Sudamérica donde se distribuye por Colombia y Ecuador. El género fue descrito por William Russell Anderson  y publicado en Contributions from the University of Michigan Herbarium  14: 11 en el año 1980.

## Descripción
Son enredaderas leñosas con estípulas pequeñas, triangulares. La inflorescencia se produce en  una panícula terminal y lateral, Los pétalos son amarillos. El fruto es seco, se separa en sámaras. número de cromosomas : n = 8 ( Anderson, 1993